# Сан-Донато-ди-Нинея
Сан-Донато-ди-Нинея (итал. San Donato di Ninea) — коммуна в Италии, располагается в регионе Калабрия, подчиняется административному центру Козенца.
Население составляет 1780 человек, плотность населения составляет 22 чел./км². Занимает площадь 81 км². Почтовый индекс — 87010. Телефонный код — 0981.
Покровителем коммуны почитается святой Донат из Ареццо, празднование 7 августа.